# Gösta Nohre
Ernst Gustaf (Gösta) Adolf Nohre, född 15 november 1897 i Norberg Västmanland död 1 september 1977 i Norberg, var en svensk skådespelare, regissör och fotograf.

## Filmografi
- 1921 – Fru Mariannes friare
- 1923 – Janne Modig
- 1924 – Flickan från Paradiset

## Regi, produktion ochfilmmanus
- 1922 – Skandal och kärlek i Kråklunda

## Teater

### Roller
| År   | Roll       | Produktion                         | Regi             | Teater                     |
| ---- | ---------- | ---------------------------------- | ---------------- | -------------------------- |
| 1923 | Lövernborg | Gösta Berlings saga Selma Lagerlöf | Gunnar Klintberg | Svenska teatern, Stockholm |